# Panjgur (Distrikt)
Der Distrikt Panjgur (Urdu ضلع پنجگور) ist ein Verwaltungsdistrikt in Pakistan in der Provinz Belutschistan. Sitz der Distriktverwaltung ist die Stadt Panjgur.
Der Distrikt hat eine Fläche von 16.891 km² und nach der Volkszählung von 2017 316.385 Einwohner. Die Einwohnerzahl war aufgrund des Belutschistan Konflikt erstmals gesunken. Die Bevölkerungsdichte beträgt 19 Einwohner/km².

## Geografie
Der Distrikt Panjgur liegt zwischen zwei Gebirgszügen, dem Siahan-Gebirge, das die nördliche Grenze zum Bezirk Kharan bildet, und dem Zentralen Makrangebirge, an der südlichen Grenze zum Distrikt Kech. Die mittlere Höhe über dem Meeresspiegel beträgt 465 bis 1776 m und nimmt von Osten nach Westen hin ab. Das wichtigste Fließgewässer ist der Rakhshan mit seinen Zuflüssen Gowargo, Jawan Gazz, Newankor und Asken. Ein weiterer Fluss ist der Tank mit den Zuflüssen Gichki und Raghai. Ein Charakteristikum von Panjgur sind sogenannte kaps, große Bodensenken, die nach starken Regenfällen flache Seen bilden. Nach deren Verdunstung und Versickerung bleiben dünne Salzkrusten übrig. Im Westen Panjgurs herrschen Schwemmlandböden vor, während der Osten überwiegend aus Wüste besteht.

## Klima
Das Klima im Bezirk Panjgur ist trocken und niederschlagsarm – im Sommer warm und im Winter kühl.
|                       | Jan  | Feb | Mär | Apr | Mai | Jun | Jul | Aug | Sep | Okt | Nov | Dez |   |      |
| Mittl. Tagesmax. (°C) | 13   | 19  | 29  | 32  | 39  | 42  | 41  | 37  | 36  | 33  | 25  | 22  | ⌀ | 30,7 |
| Mittl. Tagesmin. (°C) | 3    | 4   | 13  | 17  | 23  | 27  | 25  | 24  | 20  | 15  | 6   | 4   | ⌀ | 15,1 |
|                       |      |     |     |     |     |     |     |     |     |     |     |     |   |      |
| Niederschlag (mm)     | 17,5 | 1   | 0   | 3   | 0   | 26  | 0   | 21  | 0   | 0   | 0   | 7   | Σ | 75,5 |

| 3 |

| 4 |

| 13 |

| 17 |

| 23 |

| 27 |

| 25 |

| 24 |

| 20 |

| 15 |

| 6 |

| 4 |

| 3 |

| 4 |

| 13 |

| 17 |

| 23 |

| 27 |

| 25 |

| 24 |

| 20 |

| 15 |

| 6 |

| 4 |

## Geschichte

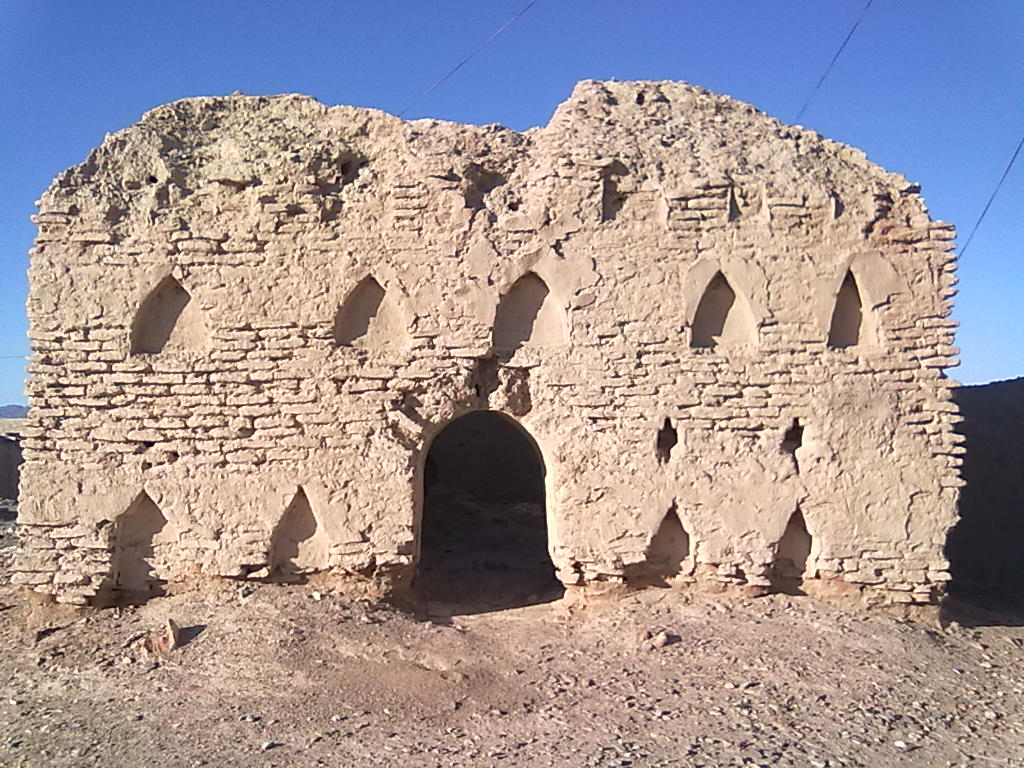
Islamischer Schrein in Panjgur

Die Herkunft des Namens „Panjgur“ ist unklar. Eine Vermutung geht davon aus, dass sich der Name von den belutschischen Worten panch („fünf“) und gor („Grab“) bzw. nur („Licht“) ableitet und sich auf islamische Heiligengräber bezieht. Eine andere Vermutung leitet den Namen von panch („fünf“) und kor („Fluss“) ab.
Die Gegend teilte die Geschichte der anderen Distrikte Makrans (→ Geschichte des Distrikts Kech). In der zweiten Hälfte des 19. Jahrhunderts gelangte die Region in Form des Fürstenstaats Kalat zu Britisch-Indien. Nach dem Ende der britischen Kolonialherrschaft 1947 traten die Fürstenstaaten des südlichen Belutschistan dem neuen Staat Pakistan bei. Im Oktober 1955 erhielt Makran den Status eines Distrikts in der Provinz West-Pakistan. Nach der Aufgabe des One-Unit-Konzepts und der Bildung der Provinz Belutschistan am 1. Juli 1970 wurde Makran einer der neun Distrikte Belutschistans. Am 1. Juli 1977 wurde Makran zu einer Division erklärt und in die drei Distrikte Panjgur, Turbat (später umbenannt in Kech) und Gwadar eingeteilt.

## Verwaltungsgliederung
Der Distrikt ist administrativ in drei Tehsils unterteilt: Paroom, Panjgur, Gichk.

## Demografie
| Jahr | Einwohnerzahl |
| ---- | ------------- |
| 1998 | 234.051       |
| 2017 | 316.385       |

Zwischen 1998 und 2017 wuchs die Bevölkerung um jährlich 1,60 %. Von der Bevölkerung lebten ca. 25 % in städtischen Regionen und ca. 75 % in ländlichen Regionen. In 42.628 Haushalten lebten 166.731 Männer und 149.654 Frauen, woraus sich ein Geschlechterverhältnis von 111,4 Männer pro 100 Frauen ergab und damit einen für Pakistan häufigen Männerüberschuss. Die Hauptsprachen im Bezirk sind Belutschisch, Brahui, Paschtunisch, Panjabi und andere. Die Belutschen bilden den weitaus größten Teil der Bevölkerung. Offizielle Amtssprache ist Urdu.

## Wirtschaft
Die Landwirtschaft bildet die wirtschaftliche Basis. Nach der Agrarstatistik 2009 war Weizen die hauptsächliche Rabi-Feldfrucht, gefolgt von Gerste. Die wichtigsten Kharif-Feldfrüchte waren verschiedene Obstsorten (Granatapfel, Mandeln, Äpfel, Weintrauben, Pfirsiche, Pflaumen, Datteln, Mangos, Feigen), gefolgt von Futtermitteln.